# Dunkelgraue Lieder
Dunkelgraue Lieder ist das Debütalbum von Ludwig Hirsch. Es erschien 1978 unter dem Label Polydor und ist ein wichtiges Werk des österreichischen Liedermachertums und des Austropops.

## Stil
Das Album ist, wie ein Großteil von Hirschs Werken, hauptsächlich von der Untermalung der Liedtexte durch Gitarre und „bittersüße“ Streicherarrangements geprägt. Oft treffen somit romantische oder melancholische Melodien auf bissige Texte, wie beispielsweise bei „Die Omama“, „Der Herr Haslinger“ oder „Der Dorftrottel“. Auf Liedern wie „Spuck den Schnuller aus“ oder „Der Zwerg“ driftet die Musik auch in die Rockmusik beziehungsweise in den Bluesrock. Ein Markenzeichen von Ludwig Hirsch ist dabei stets seine eigene Art des Sprechgesangs, welcher sich laut Kristoffer Leitgeb „einer freimütig untypischen Rhythmik und vor allem einer nicht zu überhörenden Extraportion sarkastischer Lieblichkeit“ bedient.
Textlich widmet Hirsch sich auf Dunkelgraue Lieder oft dem Morbiden, dem Tragischen oder den Brutalitäten des Alltags. Dabei werden diese Themen meist in schwarzhumorigen Geschichten über großteils erdachten Figuren verpackt. So erzählt beispielsweise „Die Omama“ vom späten Leben und Tod einer boshaften, zu Adolf Hitler aufschauenden Großmutter aus der Perspektive ihres Enkelkindes. „I lieg am Ruckn“ ist aus der Perspektive einer Leiche geschrieben, welche im Sarg liegt, langsam verrottet und einer verlorenen Liebe nachtrauert, und in „Der Dorftrottel“ erleidet eine Bäuerin in einem ländlichen Dorf eine Totgeburt, wofür der Dorftrottel von der bäuerlichen Bevölkerung verantwortlich gemacht und gelyncht wird. Auch frühkindliche Sexualisierung („Spuck den Schnuller aus“) und Kindermord („Der Herr Haslinger“) werden thematisiert.

## Titelliste
Text und Musik jeweils von Ludwig Hirsch.
| Nr. | Titel              | Länge |
| --- | ------------------ | ----- |
| 1.  | Die Omama          | 4:33  |
| 2.  | I lieg am Ruckn    | 5:02  |
| 3.  | Der Herr Haslinger | 3:08  |
| 4.  | Der blade Bua      | 4:10  |
| 5.  | Die Spur im Schnee | 3:19  |
| 6.  | Liebeslied         | 4:00  |

| Nr. | Titel                   | Länge |
| --- | ----------------------- | ----- |
| 1.  | Der Dorftrottel         | 6:22  |
| 2.  | Der Wolf                | 5:21  |
| 3.  | Spuck den Schnuller aus | 3:20  |
| 4.  | Der Zwerg               | 5:12  |
| 5.  | Happy End               | 3:59  |

## Charterfolge
| ChartsChartplatzierungen | Höchstplatzierung | Wochen |
| ------------------------ | ----------------- | ------ |
| Österreich (Ö3)          | 5 (59 Wo.)        | 59     |

Das Album wurde in Österreich mit zwei Platin-Schallplatten ausgezeichnet.

## Rezeption
Das Album gilt als Klassiker des Austropops und des österreichischen Liedermachertums und genießt damals wie heute Lob von Kritikern und Hörern zugleich. Zuletzt befand sich Dunkelgraue Lieder im Jahr 2012 in den österreichischen Charts, knapp 34 Jahre nach seiner Erstveröffentlichung. Es befindet sich auf Platz 97 der ewigen Bestenliste von Alben in Österreich.